# Lionn
José Lionn Barbosa de Lucena, cunoscut ca Lionn (n. 29 ianuarie 1989, Fortaleza, Brazilia) este un fotbalist aflat sub contract cu CFR Cluj.